# تشرو (مقاطعة تشرام)
تشرو (بالفارسية: چرو) هي قرية تقع في قسم تشرام الريفي (مقاطعة تشرام) في إيران. يقدر عدد سكانها بـ 43 نسمة .